# Ryan Briscoe
Pour les articles homonymes, voir Briscoe.
Ryan Briscoe est un pilote automobile australien né le 24 septembre 1981 à Sydney. Il dispute en 2010 le championnat IndyCar Series au sein de l'écurie Penske Racing.
En plus de l'anglais, il parle parfaitement l'italien et le français.

## Biographie
Auteur d'une brillante carrière en karting, en Australie mais également en Europe, Ryan Briscoe est très rapidement découvert par Toyota, qui l'intègre à son programme de formation de jeunes pilotes (où figure également le pilote français Franck Perera) en vue d'une accession à la Formule 1. C'est donc avec le soutien financier du géant automobile japonais qu'il entame sa carrière en monoplace: tout d'abord dans le championnat d'Italie de Formule Renault (qu'il remporte en 2001 pour sa deuxième saison), puis en Formule 3000 en 2002. Mais son passage en F3000 s'avère rapidement catastrophique, ce qui conduit Toyota à faire "redescendre" Briscoe en Formule 3 (dans le championnat d'Allemagne) en cours de saison. En 2003, Briscoe reste en Formule 3, mais dans le tout nouveau championnat Formule 3 Euroseries. Largement dominateur, Briscoe remporte facilement le titre. Parallèlement, Briscoe devient l'un des pilotes essayeurs du Toyota F1 Team en Formule 1.
Essayeur à temps plein pour Toyota lors de la saison 2004 (dans un rôle de 4e pilote puisque c'est Ricardo Zonta qui fait office de 3e pilote lors des essais du vendredi), Briscoe profite du limogeage au cours de l'été de Cristiano da Matta et de la promotion de Ricardo Zonta, pour participer aux essais du vendredi lors des six dernières manches de la saison. Mais les arrivées conjointes en fin d'année de Jarno Trulli et de Ralf Schumacher chez Toyota douchent ses espoirs d'être titularisé l'année suivante. Et malgré des rumeurs insistantes, il ne parvient pas non plus à décrocher un volant chez Jordan, motorisé par Toyota à partir de 2005.

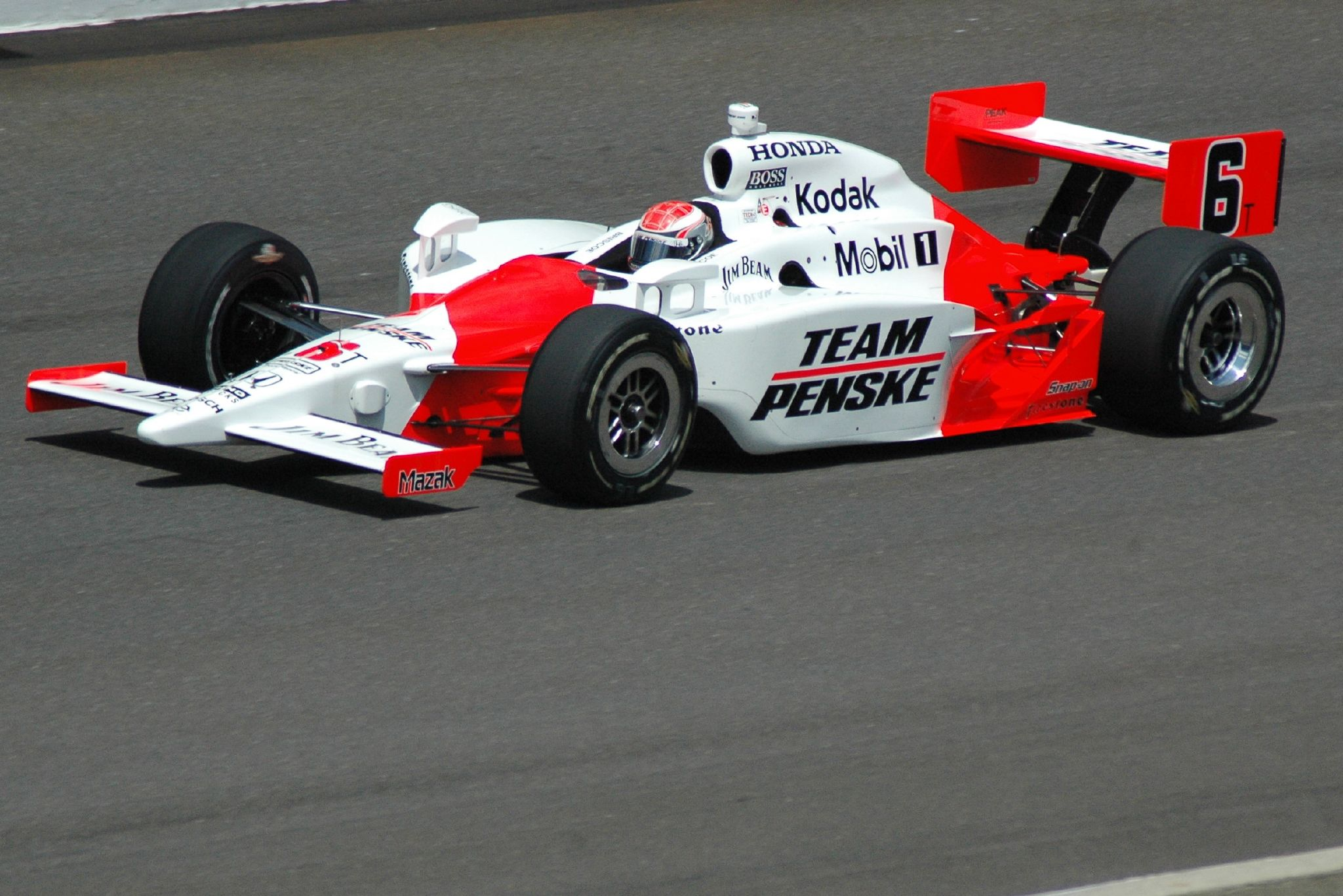
Ryan Briscoe lors des essais des 500 miles d'Indianapolis 2008.

C'est finalement aux États-Unis, dans le championnat IndyCar Series, que Briscoe tente de faire rebondir sa carrière. Intégré au prestigieux Chip Ganassi Racing (dont les voitures sont motorisées par Toyota), le jeune Australien s'annonce comme la grande révélation de la saison malgré le manque de compétitivité passager de son écurie. Mais bien que souvent plus performant que ses équipiers, Briscoe se fait surtout remarquer par une fâcheuse tendance à commettre des erreurs et à détruire sa voiture. Sa saison s'achève même prématurément à la suite d'un énorme accident sur l'ovale de Chicagoland, dont il se sort avec de multiples fractures.
Sans volant régulier en 2006, Briscoe participe à divers championnats. Il effectue ainsi des apparitions en A1GP, en V8 Supercars, en Grand-Am, en IndyCar (avec à la clé une remarquable troisième place sur le circuit de Watkins Gien) ainsi qu'en Champ Car en fin d'année, chez RuSport en remplacement de Da Matta, blessé.
En 2007, il participe au championnat ALMS sur une Porsche RS Spyder de l'écurie Penske, ainsi qu'aux 500 miles d'Indianapolis qu'il termine à la cinquième place au volant d'une monoplace engagée par le fils de Roger Penske. Cette prestation convaincante lui vaut d'être choisi par Penske pour remplacer Sam Hornish Jr. et effectuer ainsi en 2008 son retour à temps complet dans le championnat IndyCar Series. Après un début de saison difficile, il décroche sa première victoire dans la discipline début juin sur le Milwaukee Mile avant de récidiver à Mid-Ohio puis hors-championnat à Surfers Paradise. Il achève la saison à la cinquième place finale du championnat. À sa rapidité, il ajoute en 2009 la régularité et s'affirme au fil de la saison comme le grand favori pour le titre. Toutefois, une grossière erreur de sa part sur l'ovale de Motegi, avant dernière manche de la saison, permet à Franchitti et Dixon de repasser devant lui au classement général. Il doit se contenter de la troisième place du classement général.

## Carrière
- 2000: Formule Renault Italie

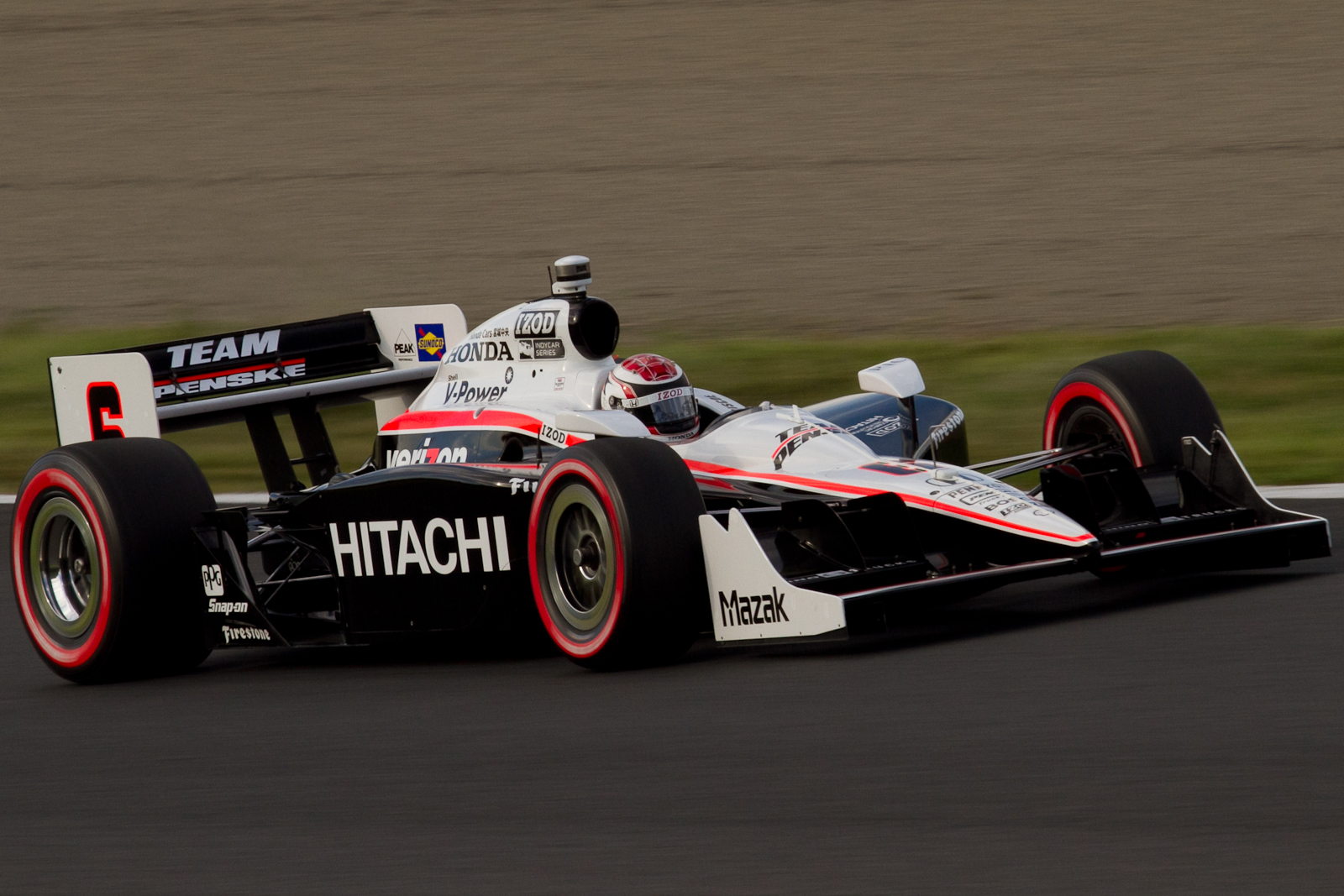
Ryan Briscoe à l'Indy Japan 300

- 2001: Formule Renault Italie (champion)
- 2002: Formule 3000 puis Formule 3 allemande
- 2003: Formule 3 Euroseries (champion) ; pilote essayeur Toyota F1 Team
- 2004: Pilote essayeur Toyota F1 Team (participe aux essais du vendredi lors des 6 dernières manches du championnat)
- 2005: IndyCar Series chez Chip Ganassi Racing, 19e du championnat.
- 2006: Participations ponctuelles : IndyCar Series, Champ Car, A1 Grand Prix, Grand-Am
- 2007: ALMS chez Penske ; participe à l'Indy 500 (5e).
- 2008: IndyCar Series chez Penske, 5e du championnat avec 2 victoires (+ 1 victoires hors-championnat à Surfers Paradise).
- 2009: IndyCar Series chez Penske, 3e du championnat avec 3 victoires.
- 2010: IndyCar Series chez Penske, 5e du championnat avec 1 victoire.
- 2011: IndyCar Series chez Penske, 6e du championnat.
- 2013: Participation aux 24 Heures du Mans chez Level 5 Motorsports, sur HPD ARX-03-Honda, 43e, Victoire au 12 Heures de Sebring, Présence en Indycar chez Chip Ganassi Racing au 500 Miles d'Indianapolis + 6 courses en fin de saison chez Panther Racing.
- 2014:  IndyCar Series chez Chip Ganassi Racing, 11e du championnat.
- 2015: IndyCar Series chez Schmidt Peterson Motorsports en remplacement de James Hinchcliffe sur 8 courses, 18e du championnat.

## Palmarès
- Champion d'Italie de Formule Renault en 2001
- Champion de F3 Euroseries en 2003

## Résultats aux500 milesd'Indianapolis
| Année | Châssis | Moteur    | Départ | Arrivée | Équipe                       |
| ----- | ------- | --------- | ------ | ------- | ---------------------------- |
| 2005  | Panoz   | Toyota    | 24     | 10      | Chip Ganassi Racing          |
| 2007  | Dallara | Honda     | 7      | 5       | Luczo-Dragon Racing          |
| 2008  | Dallara | Honda     | 3      | 23      | Penske Racing                |
| 2009  | Dallara | Honda     | 2      | 15      | Penske Racing                |
| 2010  | Dallara | Honda     | 4      | 24      | Penske Racing                |
| 2011  | Dallara | Honda     | 26     | 27      | Penske Racing                |
| 2012  | Dallara | Chevrolet | 1      | 5       | Penske Racing                |
| 2013  | Dallara | Honda     | 23     | 12      | Chip Ganassi Racing          |
| 2014  | Dallara | Chevrolet | 30     | 18      | Chip Ganassi Racing          |
| 2015  | Dallara | Honda     | 33     | 12      | Schmidt Peterson Motorsports |

## Résultat en endurance

### 24 Heures du Mans
| Année | Équipe                     | Coéquipiers                       | Voiture             | Catégorie  | Tours | Pos. | Class Pos. |
| ----- | -------------------------- | --------------------------------- | ------------------- | ---------- | ----- | ---- | ---------- |
| 2013  | Level 5 Motorsports        | Scott Tucker Marino Franchitti    | HPD ARX-03b         | LMP2       | 242   | Nc   | Nc         |
| 2015  | Corvette Racing            | Antonio Garcia Jan Magnussen      | Corvette C7.R       | LM GTE-PRO |       | Np   | Np         |
| 2016  | Ford Chip Ganassi Team USA | Richard Westbrook Scott Dixon     | Ford GT             | LM GTE-PRO | 340   | 20e  | 3e         |
| 2017  | Ford Chip Ganassi Team USA | Richard Westbrook Scott Dixon     | Ford GT             | LM GTE-PRO | 337   | 23e  | 7e         |
| 2018  | Ford Chip Ganassi Team USA | Richard Westbrook Scott Dixon     | Ford GT             | LM GTE-PRO | 309   | 39e  | 14e        |
| 2019  | Ford Chip Ganassi Team USA | Richard Westbrook Scott Dixon     | Ford GT             | LM GTE-PRO | 341   | 24e  | 5e         |
| 2021  | Glickenhaus Racing         | Romain Dumas Richard Westbrook    | Glickenhaus 007 LMH | Hypercar   | 364   | 5e   | 5e         |
| 2022  | Glickenhaus Racing         | Franck Mailleux Richard Westbrook | Glickenhaus 007 LMH | Hypercar   | 375   | 3e   | 3e         |